# Франческо Фарнезе (герцог Пармский)
Франческо Фарнезе (итал. Francesco Farnese; 19 мая 1678, Парма — 26 мая 1727, Пьяченца) — седьмой герцог Пармы и Пьяченцы с 1694 года из рода Фарнезе. Сын герцога Рануччо II Фарнезе и Марии д’Эсте.